# Lothar Schröter
Lothar Schröter (* 17. Januar 1944) ist ein ehemaliger deutscher Volleyballtrainer und -spieler.

## Werdegang
Schröter spielte in der Deutschen Demokratischen Republik bei der BSG Aktivist Markkleeberg, ehe er zum SC Leipzig delegiert wurde. 1973 schloss er ein Studium an der Deutschen Hochschule für Körperkultur mit der Diplomarbeit Das Training des Angriffs im Volleyball unter dem Gesichtspunkt der Entwicklung eines optimalen Repertoires für den Juniorenbereich des DSVB. Darstellung der Anforderungen und Auswahl effektiver Übungsformen zur Entwicklung, Stabilisierung und Vervollkommnung des Angriffsrepertoires ab.
Er war in der DDR als Trainer der Juniorennationalmannschaft und von 1981 bis 1983 als Trainer der Männernationalmannschaft tätig, die er bei der Weltmeisterschaft 1982 und bei der Europameisterschaft 1983 betreute.
Nach der Wende in der DDR trat Schröter zur Saison 1991/92 das Traineramt beim Bundesligisten VfB Friedrichshafen an, nur drei Tage vor dem Beginn der Spielzeit trennte man sich wieder. Bis 2014 war er jahrelang Trainer der TSG Markkleeberg.